# 스카이 웹홀릭
팬택 스카이 웹홀릭(Pantech SKY Web Holic)는 팬택이 2010년 3월 14일에 출시한 피처폰이다. 팬택에서 내놓은 폰 중에는 처음으로 Wi-Fi를 지원한다.